# Муравский, Виктор Ильич
Виктор Ильич Муравский (укр. Віктор Ілліч Муравський; род. 15 мая 1959, Бар, Винницкая область) — советский и украинский футболист, полузащитник.
Воспитанник футбольной школы пос. Бар, тренер А. В. Шишкин, и РШИСП Киев. Бо́льшую часть карьеры провёл во второй лиге СССР, выступая за клубы «Подолье» Хмельницкий (1977—1978, 1980—1982, 1983—1989), «Заря» Бельцы (1990), «Нива» Тернополь (1991). Играл в командах КФК «Буревестник» (1976) и «Колос» (1980) Каменец-Подольский. В июне — августе 1982 года сыграл пять матчей в чемпионате СССР за «Шахтёр» Донецк, выходя во второй половине второго тайма. В 1983 году провёл один матч в первой лиге за СКА «Карпаты» Львов.
В сезоне 1991/92 играл в третьей по силе немецкой Оберлиге «Север» за «Грайфсвальдер». В Украине выступал в низших и любительских лигах за
«Подолье» (1992—1993), «Адвис» (1993—1995, 1996/97).
Сын Алексей также футболист.